# Пауэлл, Норман
Норман Пауэлл (англ. Norman W. C. Powell; родился 25 мая 1993 года в Сан-Диего, штат Калифорния) — американский профессиональный баскетболист, выступающий за команду Национальной баскетбольной ассоциации «Лос-Анджелес Клипперс». Играет на позиции атакующего защитника. В студенческом баскетболе играл за команду Калифорнийского университета в Лос-Анджелесе.

## Карьера в НБА

### Торонто Рэпторс
25 июня 2015 года Норман Пауэлл был выбран на драфте НБА 2015 года под общим 42-м номером командой «Милуоки Бакс». В этот же день «Торонто Рэпторс» обменяли Грейвиса Васкеса на права с драфта на Пауэлла и драфт-пик первого раунда 2017 года. 15 июля 2015 года он подписал контракт с «Рэпторс». Норман Пауэлл выступал за «Торонто Рэпторс» в Летней лиге НБА 2015 в Лас-Вегасе. Норман стал единственным новичком, который вошёл в первую символическую пятерку летней лиги НБА.
Из-за травм Демарре Кэрролла и Терренса Росса Норман Пауэлл получил игровое время в начале сезона 2015/2016. 2 февраля 2016 года Норман впервые в карьере вышел в стартовом составе в матче против «Финикс Санз», который закончился победой «Рэпторс» со счетом 104 на 97. 15 марта 2016 года в поединке против «Милуоки Бакс» он впервые в НБА набрал 17 очков. 28 марта во встрече против «Оклахома-Сити Тандер» Пауэлл обновил свой рекорд по результативности в одном матче до 18 очков. 30 марта Норман Пауэлл играл в стартовом составе в поединке против «Атланта Хокс», когда «Торонто Рэпторс» впервые в истории клуба одержал 50 победу в регулярном сезоне НБА.. 8 апреля он впервые в сезоне набрал 27 очков в матче против «Индиана Пэйсерс». В последней встрече регулярного сезона против «Бруклин Нетс» Норман обновил свой рекорд по результативности в одном матче до 30 очков. Нормана Пауэлла признали новичком месяца Восточной конференции в апреле 2016 года. В течение сезона он неоднократно выступал за команду лиги развития НБА «Рэпторс 905».
Норман Пауэлл играл расчетливо за «Рэпторс» в первой половине сезона 2016/2017. Когда Демарре Кэрролл пропускал игры, Норман выходил в стартовом составе. Пауэлл поднимался со скамейки каждый раз, когда ему предоставлялась такая возможность, чтобы только пропустить несколько матчей, прежде чем снова понадобились его услуги. 20 декабря 2016 года в матче против «Бруклин Нетс» Норман набрал 21 очко со скамейки запасных. В следующих четырёх месяцев на его счету было 4 матча, где он набирал 21 очко и более. 24 апреля 2017 года в пятом матче первого раунда плей-офф против «Милуоки Бакс» Норман Пауэлл впервые в плей-офф набрал 25 очков и помог «Рэпторс» одержать победа над «Бакс» со счетом 118 га 93, счет в серии стал три два в пользу клуба из Торонто.
17 марта 2021 в поединке против «Детройт Пистонс» Норман набрал 43 очка, но его команда проиграла.

### Портленд Трэйл Блэйзерс (2021—2022)
25 марта 2021 года в результате обмена между «Торонто» и «Портлендом» стал игроком «Трэйл Блэйзерс».

### Лос-Анджелес Клипперс (2022—настоящее время)
4 февраля 2022 года в результате обмена между «Портлендом» и «Лос-Анджелес Клипперс» стал игроком «Клипперс». В результате сделки Пауэлл воссоединился с бывшими партнерами по команде «Торонто» Каваем Леонардом и Сержем Ибакой, последний из которых 10 февраля был обменян в «Милуоки Бакс». В своем дебюте за «Клипперс» 6 февраля Пауэлл набрал 28 очков и сделал 4 передачи в поражении от «Милуоки Бакс» со счетом 113-137. 10 февраля он получил перелом медиальной сесамовидной кости левой стопы, из-за чего выбыл из строя на два месяца. После обмена Пауэлл сыграл в общей сложности в семи матчах за «Клипперс», включая две игры плей-ин, и набирал в среднем 20 очков.

## Статистика

### Статистика в НБА
| Сезон                                                                                    | Команда  | Регулярный сезон | Регулярный сезон | Регулярный сезон | Регулярный сезон | Регулярный сезон | Регулярный сезон | Регулярный сезон | Регулярный сезон | Регулярный сезон | Регулярный сезон | Регулярный сезон | Серия плей-офф | Серия плей-офф | Серия плей-офф | Серия плей-офф | Серия плей-офф | Серия плей-офф | Серия плей-офф | Серия плей-офф | Серия плей-офф | Серия плей-офф | Серия плей-офф |
| Сезон                                                                                    | Команда  | GP               | GS               | MPG              | FG%              | 3P%              | FT%              | RPG              | APG              | SPG              | BPG              | PPG              | GP             | GS             | MPG            | FG%            | 3P%            | FT%            | RPG            | APG            | SPG            | BPG            | PPG            |
| ---------------------------------------------------------------------------------------- | -------- | ---------------- | ---------------- | ---------------- | ---------------- | ---------------- | ---------------- | ---------------- | ---------------- | ---------------- | ---------------- | ---------------- | -------------- | -------------- | -------------- | -------------- | -------------- | -------------- | -------------- | -------------- | -------------- | -------------- | -------------- |
| 2015/16                                                                                  | Торонто  | 49               | 24               | 14,8             | 42,4             | 40,4             | 81,1             | 2,3              | 1,0              | 0,6              | 0,2              | 5,6              | 18             | 3              | 11,4           | 38,6           | 26,9           | 87,5           | 1,5            | 0,3            | 0,7            | 0,1            | 3,8            |
| 2016/17                                                                                  | Торонто  | 76               | 18               | 18,0             | 44,9             | 32,4             | 79,2             | 2,2              | 1,1              | 0,7              | 0,2              | 8,4              | 9              | 5              | 25,2           | 42,7           | 44,1           | 83,3           | 3,1            | 1,6            | 1,1            | 0,3            | 11,7           |
| 2017/18                                                                                  | Торонто  | 70               | 18               | 15,2             | 40,1             | 28,5             | 82,1             | 1,7              | 1,3              | 0,5              | 0,2              | 5,5              | 6              | 0              | 6,7            | 28,6           | 14,3           | 75,0           | 0,3            | 0,3            | 0,0            | 0,0            | 2,0            |
| 2018/19                                                                                  | Торонто  | 60               | 3                | 18,8             | 48,3             | 40,0             | 82,7             | 2,3              | 1,5              | 0,7              | 0,2              | 8,6              | 23             | 0              | 15,9           | 44,4           | 38,7           | 73,7           | 2,2            | 1,1            | 0,4            | 0,0            | 6,5            |
| 2019/20                                                                                  | Торонто  | 52               | 26               | 28,4             | 49,5             | 39,9             | 84,3             | 3,7              | 1,8              | 1,2              | 0,4              | 16,0             | 11             | 0              | 24,8           | 49,0           | 42,3           | 79,3           | 2,4            | 1,0            | 0,5            | 0,3            | 13,4           |
| 2020/21                                                                                  | Торонто  | 42               | 31               | 30,4             | 49,8             | 43,9             | 86,5             | 3,0              | 1,8              | 1,1              | 0,2              | 19,6             | Не участвовал  | Не участвовал  | Не участвовал  | Не участвовал  | Не участвовал  | Не участвовал  | Не участвовал  | Не участвовал  | Не участвовал  | Не участвовал  | Не участвовал  |
| 2020/21                                                                                  | Портленд | 27               | 27               | 34,4             | 44,3             | 36,1             | 88,0             | 3,3              | 1,9              | 1,3              | 0,4              | 17,0             | 6              | 6              | 36,0           | 50,0           | 38,5           | 88,9           | 2,2            | 2,0            | 0,8            | 1,0            | 17,0           |
| 2021/22                                                                                  | Портленд | 40               | 39               | 33,3             | 45,6             | 40,6             | 80,3             | 3,3              | 2,1              | 1,0              | 0,4              | 18,7             | Не участвовал  | Не участвовал  | Не участвовал  | Не участвовал  | Не участвовал  | Не участвовал  | Не участвовал  | Не участвовал  | Не участвовал  | Не участвовал  | Не участвовал  |
| 2021/22                                                                                  | Клипперс | 5                | 2                | 25,1             | 50,8             | 54,2             | 85,7             | 2,8              | 2,8              | 0,4              | 0,8              | 21,4             | Не участвовал  | Не участвовал  | Не участвовал  | Не участвовал  | Не участвовал  | Не участвовал  | Не участвовал  | Не участвовал  | Не участвовал  | Не участвовал  | Не участвовал  |
| 2022/23                                                                                  | Клипперс | 60               | 8                | 26,1             | 47,9             | 39,7             | 81,2             | 2,9              | 1,8              | 0,8              | 0,3              | 17,0             | 5              | 3              | 33,5           | 47,4           | 40,6           | 77,4           | 3,0            | 2,2            | 0,8            | 0,4            | 21,8           |
| 2023/24                                                                                  | Клипперс | 76               | 3                | 26,2             | 48,6             | 43,5             | 83,1             | 2,6              | 1,1              | 0,6              | 0,3              | 13,9             | 6              | 0              | 29,8           | 42,6           | 44,8           | 80,0           | 2,8            | 0,3            | 0,5            | 0,0            | 12,8           |
|                                                                                          | Всего    | 557              | 199              | 23,3             | 46,8             | 39,4             | 82,8             | 2,6              | 1,5              | 0,8              | 0,3              | 12,3             | 84             | 17             | 19,9           | 44,8           | 39,2           | 80,4           | 2,1            | 1,0            | 0,6            | 0,2            | 9,2            |
| Наведите курсор мыши на аббревиатуры в заголовке таблицы, чтобы прочесть их расшифровку. |          |                  |                  |                  |                  |                  |                  |                  |                  |                  |                  |                  |                |                |                |                |                |                |                |                |                |                |                |

### Статистика в Джи-Лиге
| Сезон                                                                                    | Команда     | Регулярный сезон | Регулярный сезон | Регулярный сезон | Регулярный сезон | Регулярный сезон | Регулярный сезон | Регулярный сезон | Регулярный сезон | Регулярный сезон | Регулярный сезон | Регулярный сезон | Серия плей-офф | Серия плей-офф | Серия плей-офф | Серия плей-офф | Серия плей-офф | Серия плей-офф | Серия плей-офф | Серия плей-офф | Серия плей-офф | Серия плей-офф | Серия плей-офф |
| Сезон                                                                                    | Команда     | GP               | GS               | MPG              | FG%              | 3P%              | FT%              | RPG              | APG              | SPG              | BPG              | PPG              | GP             | GS             | MPG            | FG%            | 3P%            | FT%            | RPG            | APG            | SPG            | BPG            | PPG            |
| ---------------------------------------------------------------------------------------- | ----------- | ---------------- | ---------------- | ---------------- | ---------------- | ---------------- | ---------------- | ---------------- | ---------------- | ---------------- | ---------------- | ---------------- | -------------- | -------------- | -------------- | -------------- | -------------- | -------------- | -------------- | -------------- | -------------- | -------------- | -------------- |
| 2015/16                                                                                  | Рэпторс 905 | 8                | 8                | 39,6             | 50,0             | 33,3             | 79,6             | 5,1              | 4,6              | 2,1              | 0,3              | 24,9             | Не участвовал  | Не участвовал  | Не участвовал  | Не участвовал  | Не участвовал  | Не участвовал  | Не участвовал  | Не участвовал  | Не участвовал  | Не участвовал  | Не участвовал  |
|                                                                                          | Всего       | 8                | 8                | 39,6             | 50,0             | 33,3             | 79,6             | 5,1              | 4,6              | 2,1              | 0,3              | 24,9             | Не участвовал  | Не участвовал  | Не участвовал  | Не участвовал  | Не участвовал  | Не участвовал  | Не участвовал  | Не участвовал  | Не участвовал  | Не участвовал  | Не участвовал  |
| Наведите курсор мыши на аббревиатуры в заголовке таблицы, чтобы прочесть их расшифровку. |             |                  |                  |                  |                  |                  |                  |                  |                  |                  |                  |                  |                |                |                |                |                |                |                |                |                |                |                |

### Статистика в NCAA
| Сезон | Команда | Conf   | Class | GP  | GS | MPG  | FG%  | 3P%  | FT%  | RPG | APG | SPG | BPG | PPG  |
| --- | ------- | ------ | ----- | --- | -- | ---- | ---- | ---- | ---- | --- | --- | --- | --- | ---- |
| 2011/12 | УКЛА    | Pac-12 | FR    | 33  | 1  | 17,8 | 37,7 | 34,7 | 60,0 | 2,2 | 1,2 | 0,5 | 0,3 | 4,6  |
| 2012/13 | УКЛА    | Pac-12 | SO    | 35  | 9  | 22,1 | 43,4 | 29,3 | 67,5 | 2,2 | 1,1 | 0,7 | 0,5 | 6,1  |
| 2013/14 | УКЛА    | Pac-12 | JR    | 37  | 37 | 25,7 | 53,3 | 29,4 | 78,0 | 2,8 | 1,7 | 1,4 | 0,4 | 11,4 |
| 2014/15 | УКЛА    | Pac-12 | SR    | 36  | 36 | 34,6 | 45,6 | 31,9 | 75,1 | 4,7 | 2,1 | 1,8 | 0,4 | 16,4 |
| Всего | Всего   | Всего  | Всего | 141 | 83 | 25,2 | 46,1 | 31,4 | 74,6 | 3,0 | 1,5 | 1,1 | 0,4 | 9,8  |
| Наведите курсор мыши на аббревиатуры в заголовке таблицы, чтобы прочесть их расшифровку Статистика приведена с сайта sports-reference.com |         |        |       |     |    |      |      |      |      |     |     |     |     |      |